# Маяк Помхэм-Рокс
Маяк Помхэм-Рокс (англ. Pomham Rocks Light) расположен на небольшом скалистом острове в реке Провиденс примерно в 5 километрах от города Провиденс, округ Провиденс, штат Род-Айленд, США. Построен в 1871 году. Деактивирован в 1974 году. Отреставрирован и возвращён в эксплуатацию в 2006 году. Возвращён в эксплуатацию и автоматизирован в 2006 году. Административно принадлежит городу Ист-Провиденс.

## История
Города Провиденс и Ньюпорт, одни из первых английских поселений в Северной Америке, были крупными центрами промышленности и торговли в XVIII—XIX веках. Для обеспечения навигации до них через залив Наррагансетт, в котором находится множество больших и малых островов, было построено несколько маяков.
15 июля 1870 года Конгресс США выделил 20 000 долларов на строительство трёх маяков в реке Провиденс для безопасной навигации до города Провиденс. Строительство маяка Помхэм-Рокс было завершено в 1871 году по тому же проекту, что и маяки острова Роуз и Эзопус-Медоуз. Маяк представлял собой двухэтажный деревянный дом смотрителя, на крыше которого была расположена восьмиугольная деревянная башня, на которой была установлена линза Френеля. В 1873 году дополнительно был построен эллинг. В 1900 году была построена небольшая котельная и установлен противотуманный сигнал.
В 1974 году был построен автоматический маяк на скелетной башне неподалёку, и маяк Помхэм-Рокс был выведен из эксплуатации. Оригинальная линза Френеля была снята с маяка и выставлена в музее города Ньюберипорт. В 1979 году маяк был включён в Национальный реестр исторических мест.
В 2006 году завершился первый этап реставрации маяка, и он был возвращён в эксплуатацию.

## Галерея
- Открытка 1905 года